# Berlinisches Gymnasium zum Grauen Kloster
Das Berlinische Gymnasium zum Grauen Kloster war das älteste und bedeutendste Gymnasium Berlins. Es bestand seit 1574 in Gebäuden des ehemaligen Franziskanerklosters in der Berliner Altstadt. Seit 1945 lag es in Ost-Berlin in der Weinmeisterstraße und seit 1949 in der Niederwallstraße. Verbunden mit einem Teilaustausch der Lehrerschaft 1958 auf Initiative des SED-Vorsitzenden Walter Ulbricht in Oberschule II Berlin-Mitte (später 2. Erweiterte Oberschule Berlin-Mitte), umbenannt, existierte es bis 1984. Die Tradition setzt das Evangelische Gymnasium zum Grauen Kloster in Berlin-Schmargendorf seit 1963 fort.

## Lage und Vorgeschichte des Gebäudes

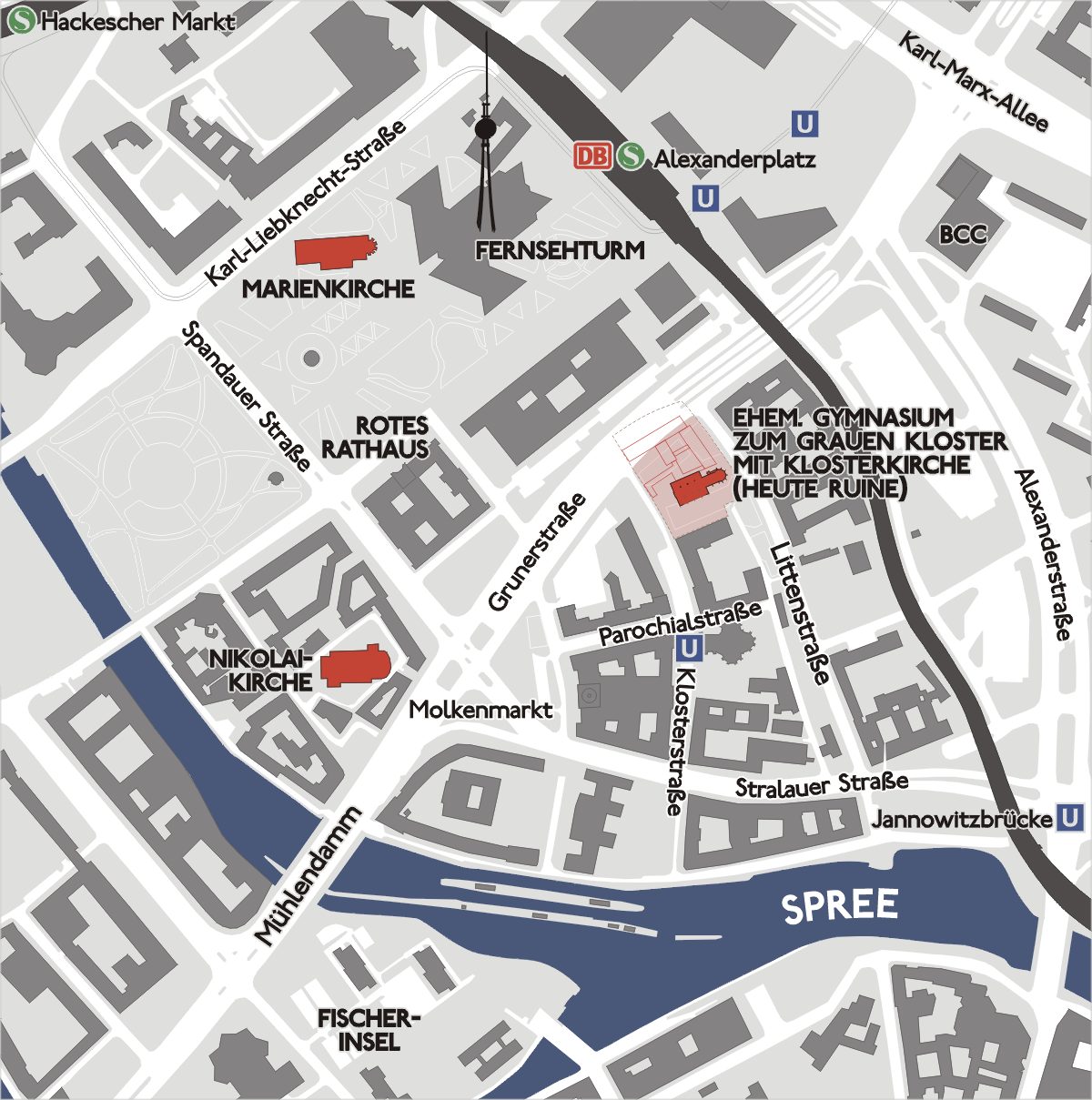
Gymnasiumsfläche (rosa) nördlich der Klosterkirche

Das Gymnasium zum Grauen Kloster befand sich in Gebäuden des ehemaligen Franziskanerklosters nördlich der Klosterkirche. Jetzt befinden dort sich eine Grünfläche, sowie der Gehweg und ein Teil der Fahrbahn der Grunerstraße östlich der Klosterstraße.
Um 1474 wurde der Ursprung des Gebäudes von einem Meister Bernhard als zweistöckiges Kapitelhaus errichtet. 1516–18 wurde der Westflügel und 1519 der Nordflügel des damaligen Grauen Klosters angefügt, jener Niederlassung der Franziskaner in der nach dieser benannten Klosterstraße, die hier von ungefähr 1245 bis zur Reformation bestand. Der Name Graues Kloster leitet sich nach Überlieferungen des märkischen Chronisten Andreas Angelus von der Farbe des Habits der Franziskaner ab. Diese Anbauten umschlossen die von Kreuzgängen umgebenen Höfe und zur Straße hinaus führte ein Vorhof.
Nachdem im Jahre 1539 das Kloster säkularisiert wurde, gewährte man den Brüdern ein Wohnrecht auf Lebenszeit. Der letzte, Bruder Peter, starb 1571.

## Schulgeschichte 1574–1945

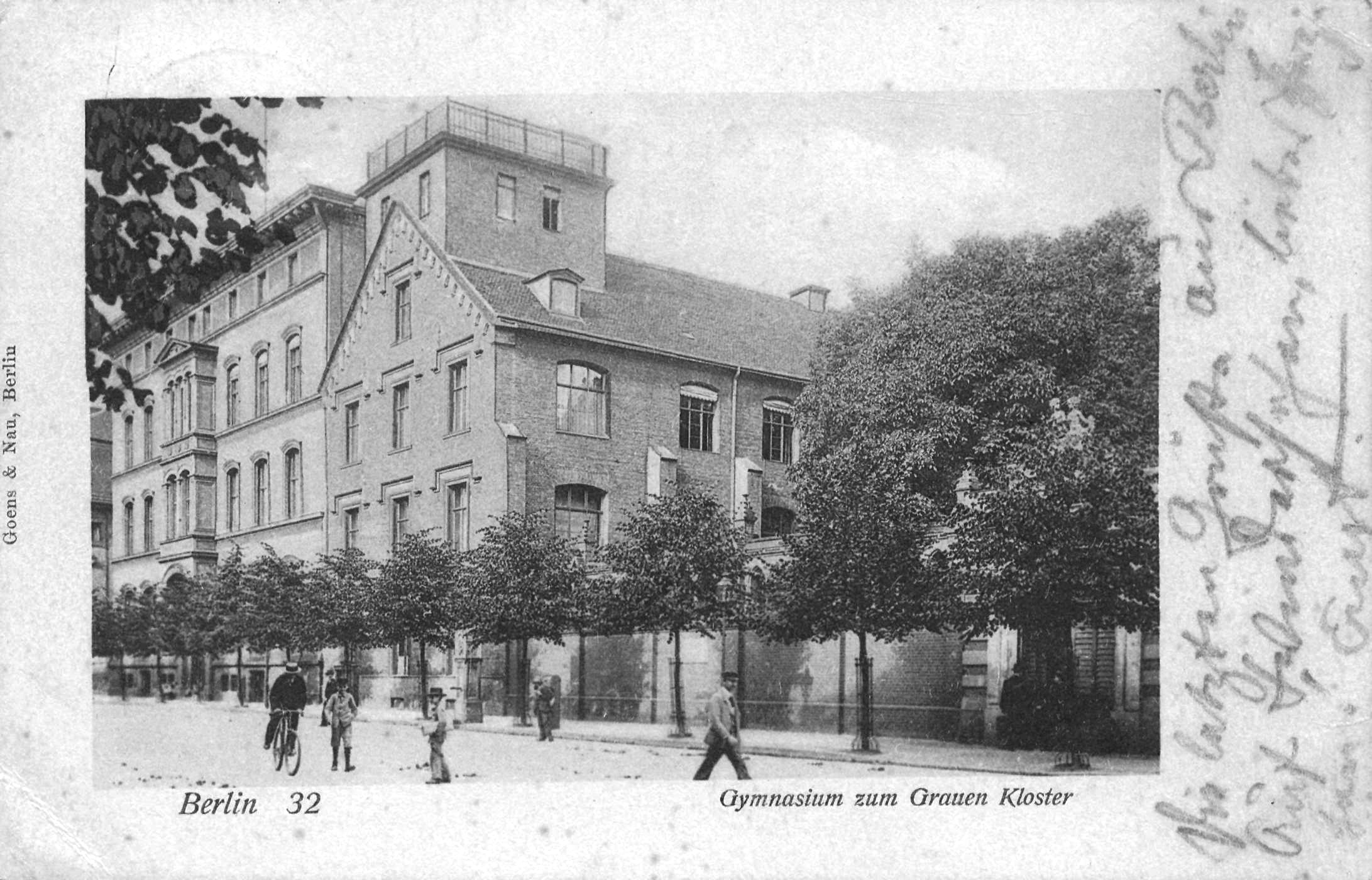
Lagerhaus, 1901

Am 13. Juli 1574 gründete der neue brandenburgische Kurfürst Johann Georg das Berlinische Gymnasium „Zum grauen Kloster“. Dazu wurden die zwei ehemaligen Berliner Pfarrschulen von St. Marien und St. Nikolai (die bereits 1571 zusammengelegt worden waren) mit einbezogen.  Er übergab dieses der Stadt Berlin, zusammen mit der Klosterkirche und weiteren Klostergebäuden. Es gab bald über 600 Schüler.
Nach 1650 kamen auch bekannte Professoren aus Sachsen und Thüringen als Lehrer an das Berlinische Gymnasium. Um 1680 entstanden das Friedrichswerdersche Gymnasium und das Collége Français als weitere Konkurrenzschulen.
Im Mai 1767 wurde das Berlinische Gymnasium mit dem Köllnischen Gymnasium vereint und als Berlinisch-Köllnisches Gymnasium zum grauen Kloster fortgeführt. 1825 kehrte das Gymnasium zu seinem alten Namen zurück.
Ab 1923 gab es auch Mädchenklassen mit Lehrerinnen in dem Gebäude.
Nach der Zerstörung der Schulgebäude am 3. Februar 1945 wurde der Schulbetrieb eingestellt.

## Baugeschichte 1574–1945
Um 1770 ließ der damalige Rektor Anton Friedrich Büsching neben der Franziskaner-Klosterkirche das neue Direktorenhaus (mit Schulgebäude?) errichten. 1819 schenkte Friedrich Wilhelm III. dem Gymnasium das „Lagerhaus“, in dem naturwissenschaftliche Lehrsäle, Bibliothek und Aula beheimatet waren. Der neugotisch ausgezierte Raum der Aula nach Konzept von Karl Friedrich Schinkel wurde mit Werken von Berliner Bildhauern ausgestattet, u. a. einer Luther-Statuette von Johann Gottfried Schadow und Standbildern der zwölf Apostel von Theodor Kalide sowie Werken von Christian Daniel Rauch und Ludwig Wichmann.
1900–1901 wurde nach den Entwürfen der Architekten Georg Matzdorff und Emil Högg ein historisierender Anbau errichtet. Der Bau enthielt im Vorder- und Querhaus Wohnungen für den Direktor und zwei Professoren, im rückwärtigen Teil befanden sich Schlafräume für 12 Schüler. Das Schulgebäude sollte sich harmonisch in die alte Gruppe des Grauen Klosters einfügen, deswegen wurde märkischer Backstein gotischen Charakters mit einigen Motiven späteren Stils wie bei Erkern, Haustür und Schmiedearbeiten verwendet. Die Masken wurden vom Bildhauer Hans Latt in der Ziegelei direkt in Ton geschnitten. Auch den Erker gestaltete der Bildhauer. Die Gesamtkosten beliefen sich auf 283.000 Mark.

Bauten von 1770 und 1819
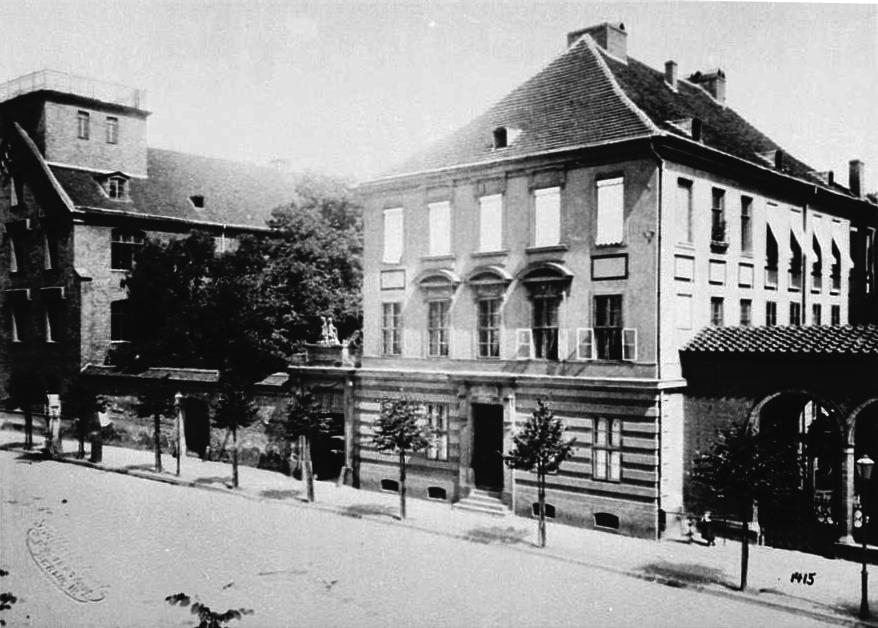
Das neue Schulgebäude von 1770, links angeschnitten das „Lagerhaus“
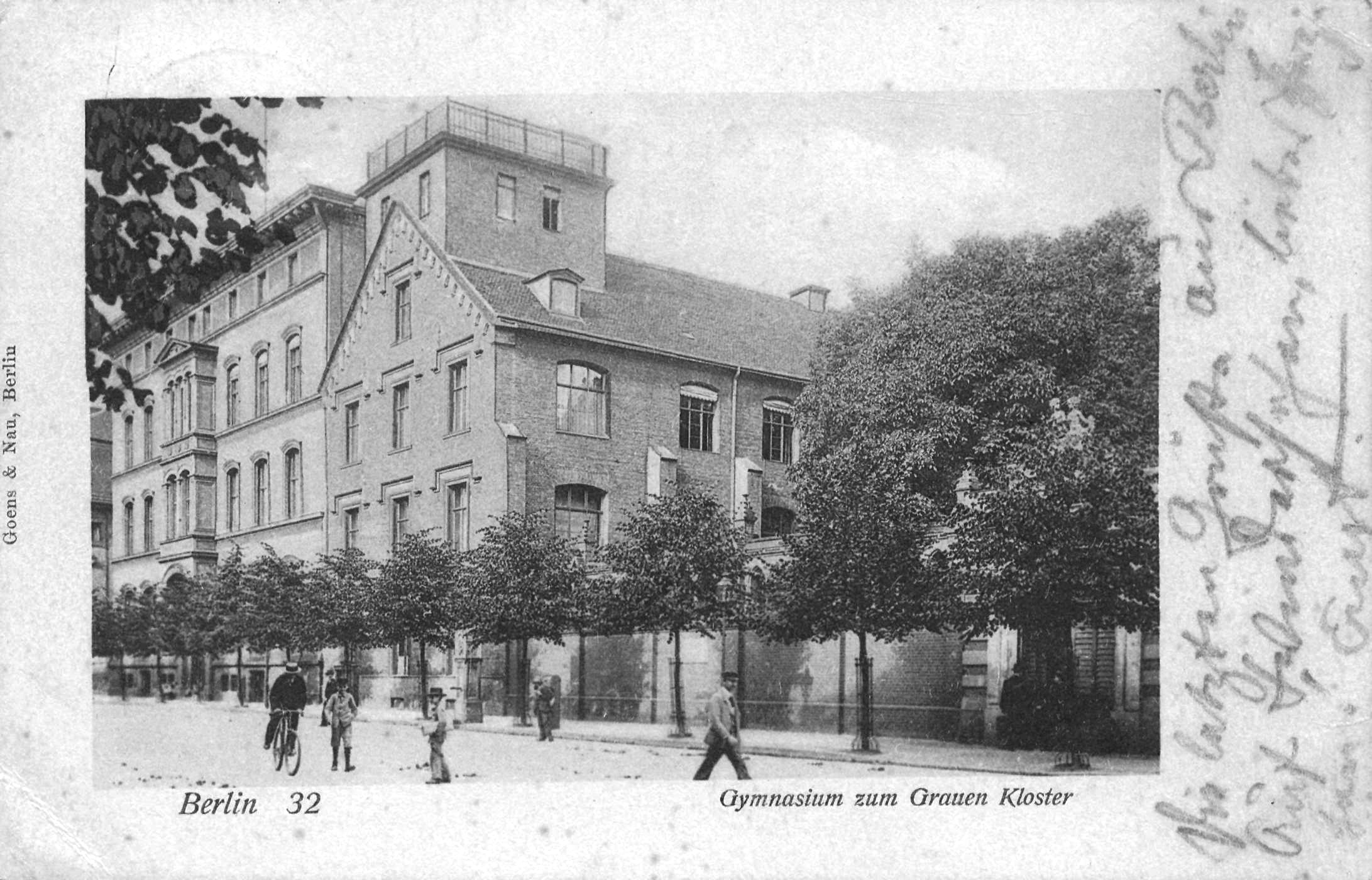
Das „Lagerhaus“
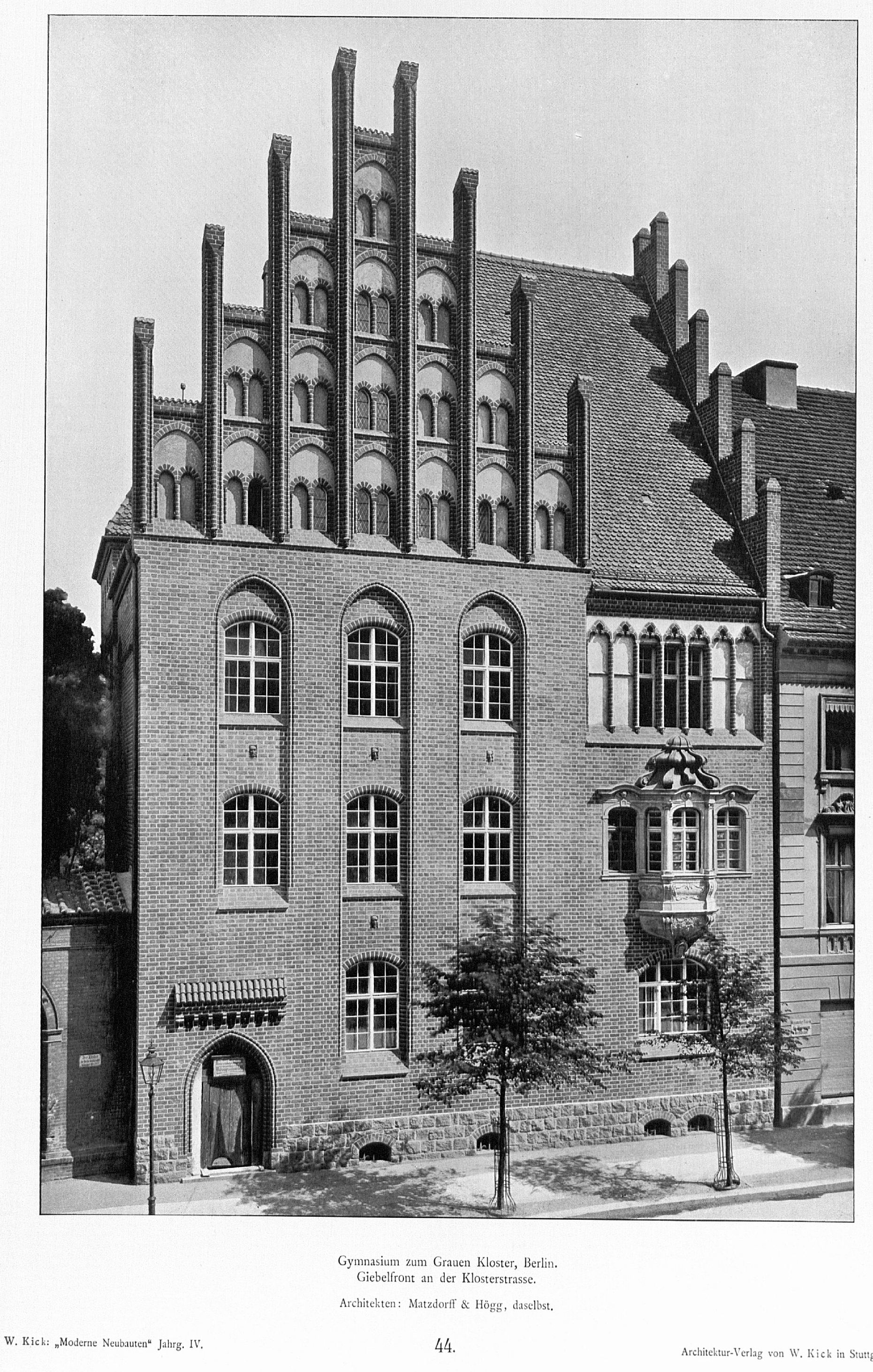
Anbau 1900/01, Giebelfront an der Klosterstraße
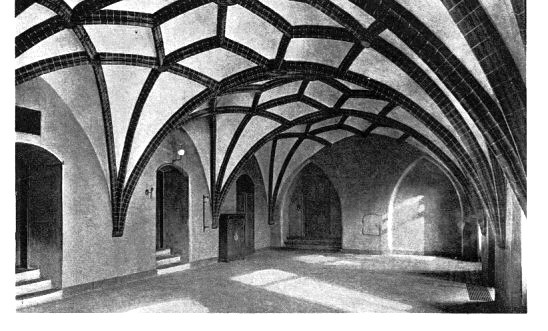
Innenraum des Gymnasiums zum Grauen Kloster

Arbeiten des Bildhauers Hans Latt 1900/1901
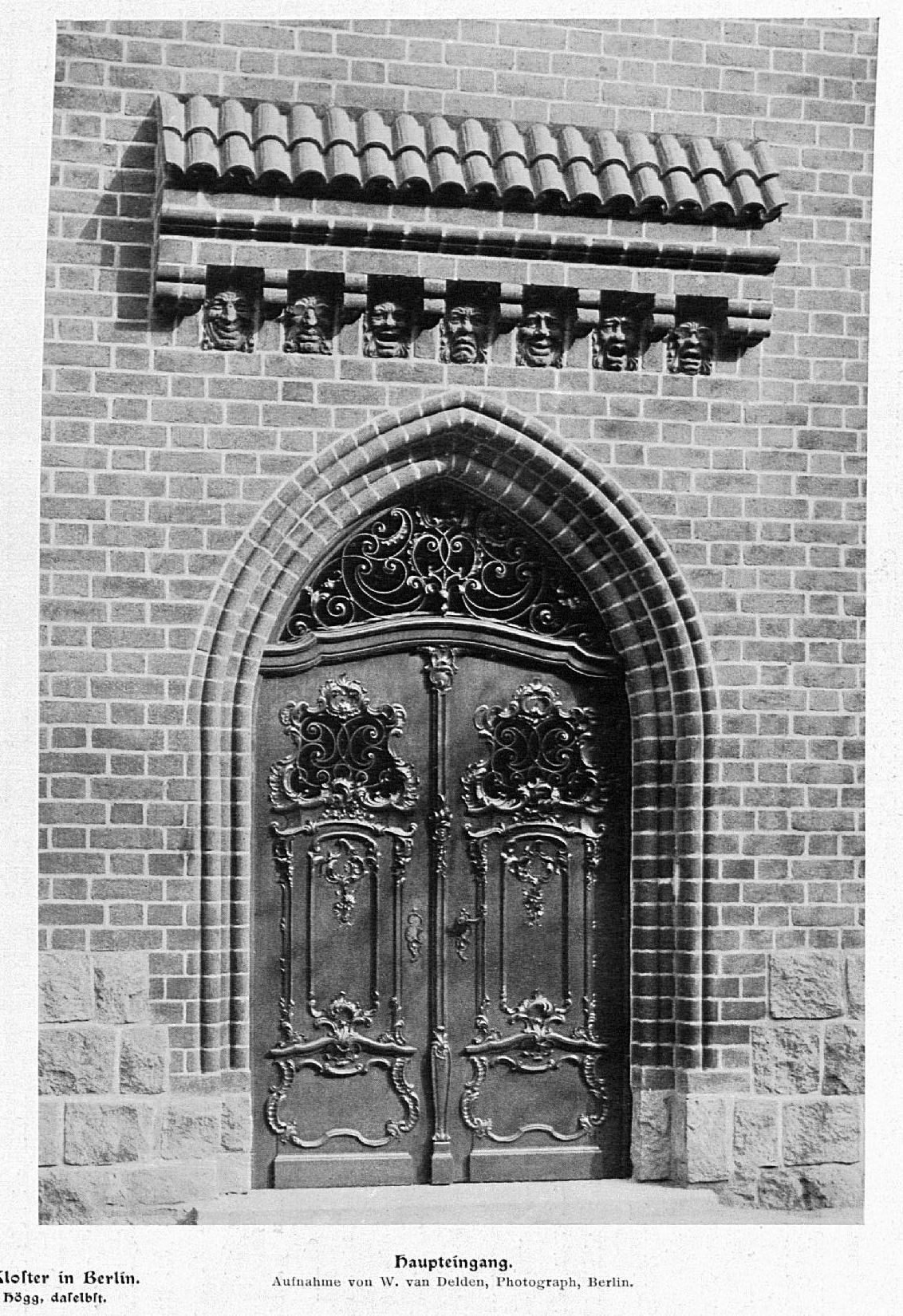
Sieben Maskenköpfe unter einem Baldachin über dem Haupteingang
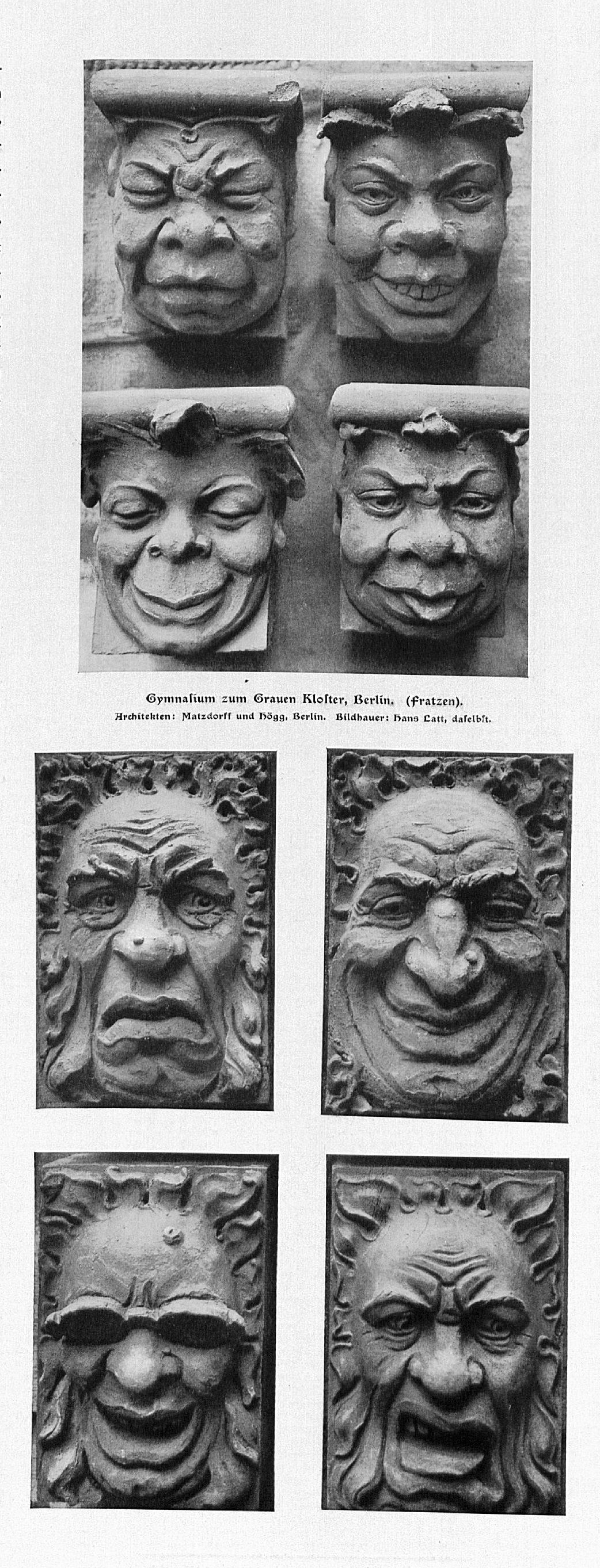
Bildhauerarbeiten, Maskenköpfe
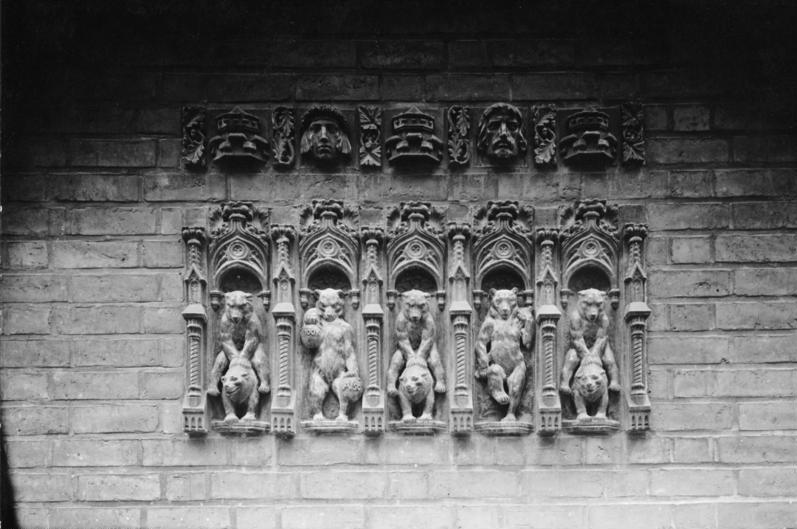
Bildhauerarbeiten am Giebel der Turnhalle, Bärengruppe (um 1900), Aufnahme von 1930
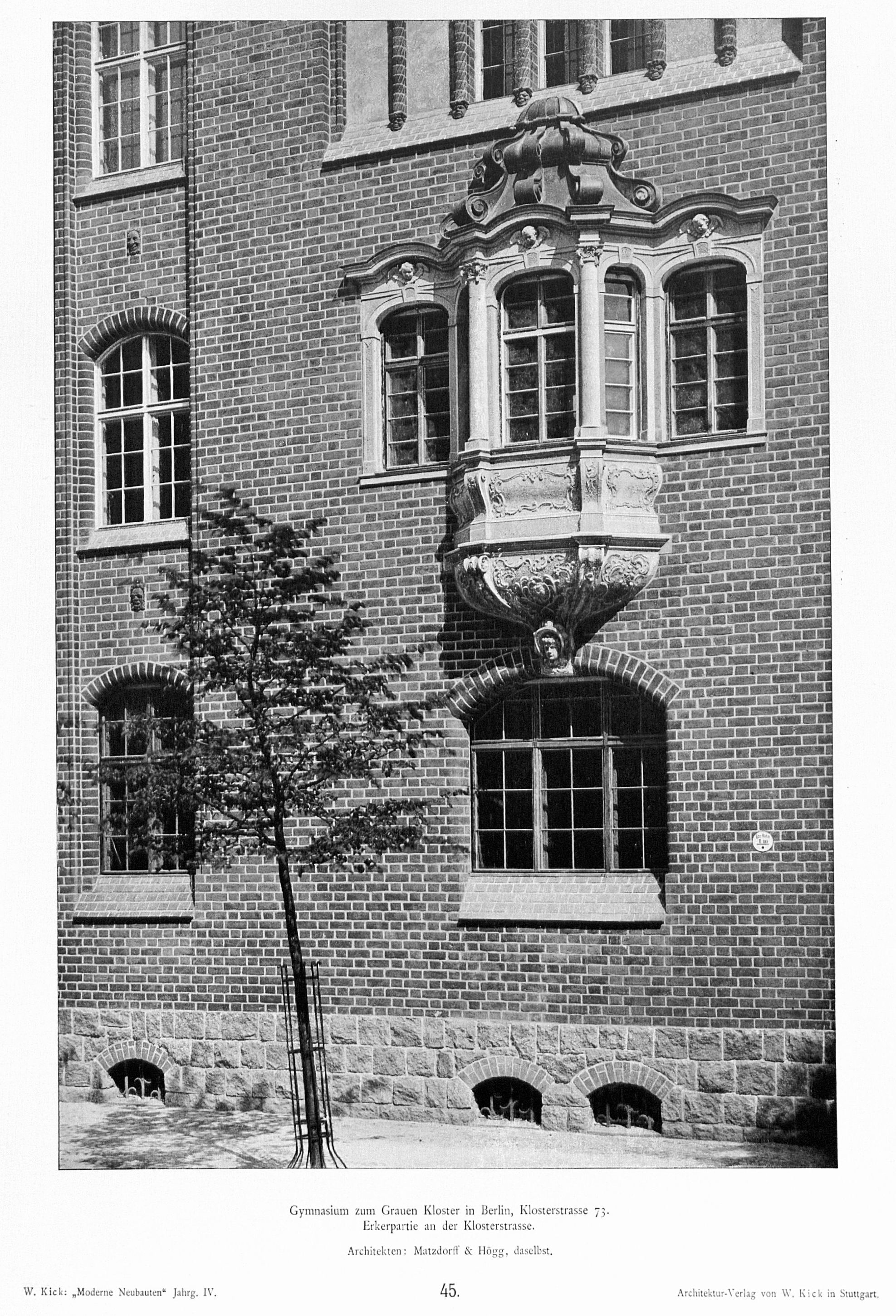
Erkerpartie an der Klosterstraße 73

Durch Bombentreffer am 3. Februar 1945 wurden das Gebäude des Gymnasiums und die nebenstehende Kirche schwer beschädigt. Es war geplant, die Ruine in den 1950er Jahren wiederaufzubauen. 1968 wurden die Reste der Klostergebäude (mit mittelalterlichem Kapitelsaal) für die Erweiterung der Grunerstraße beseitigt.

## Schulgeschichte 1945–1984
Etwa seit Mitte 1945 war das Gymnasium zum Grauen Kloster im ehemaligen Rektorenhaus der Friedrichswerderschen Oberrealschule in der Weinmeisterstraße 15 in Mitte untergebracht.
Seit September 1949 befand es sich in dem Schulgebäude in der Niederwallstraße 6/7 am Spittelmarkt, nachdem das Französische Gymnasium von dort nach West-Berlin umgezogen war. Es stand im Ruf eine bürgerliche Eliteschule zu sein. Um 1958 flüchteten 27 Prozent der Schulabgänger sofort nach dem Abitur aus der DDR. Einer der Schüler war Stephan von Schnitzler (1940–1982), Sohn des bekannten Rundfunk- und Fernsehjournalisten Karl-Eduard von Schnitzler aus dessen inzwischen geschiedenen ersten Ehe. Im Juni 1958 beschwerte sich die Mutter im ZK der SED bei Horst Sindermann über ihren Ex-Mann, der die „politische Erziehung“ seiner Kinder vernachlässige, indem er in seinem Privatleben „alle Prinzipen missachte, die er in seiner Arbeit vertritt“. Stephan habe einen Selbstmordversuch hinter sich und nunmehr wolle er nach seinem Abitur in den Westen, was sie wiederum den „politisch schädlichen Einflüssen“ der Schule zuschrieb. Die Beschwerde gelangte zu Ulbricht, der wenige Tage später eine Kampagne gegen das Gymnasium zum Grauen Kloster veranlasste. Dort werde „während des Unterrichts ganz offen“ über Fluchtpläne gesprochen. Die Folge war ein Teilaustausch des Lehrkörpers und als bewusster Bruch der Tradition ihre Umbenennung in Oberschule II Berlin-Mitte, später in 2. EOS Berlin-Mitte. Sie war die einzige staatliche Schule in Ost-Berlins, in der weiterhin altsprachlicher Unterricht angeboten wurde. .

## Vereinigungen mit Bezug auf das Graue Kloster
An den Berliner Hochschulen studierende Absolventen des Gymnasiums gründeten 1877 eine schlagende Studentenverbindung, den Verein ehemaliger Klosteraner, der sich bald zur Burschenschaft der Klosteraner weiterentwickelte. Um seine elitäre Ausrichtung noch stärker zu betonen, wandelte sich die Burschenschaft schnell in ein Corps um, welches sich von nun an Corps Baltia Berlin nannte und in den Rudolstädter Senioren-Convent aufgenommen wurde. Das Corps Baltia Berlin fusionierte 1954 mit dem Corps Silingia Breslau zu Köln und verlegte seinen Sitz nach Köln.
Die Vereinigung ehemaliger Klosteraner, die 1885 gegründet wurde und bis heute die Ehemaligenvereinigung des Grauen Klosters ist, steht zu den Studentenverbindungen in keinem Bezug.

### Bibliothek und Archiv
Die Schulbibliothek des Gymnasiums mit einem wertvollen Altbestand umfasste vor dem Zweiten Weltkrieg 45.000 Bände. Nach Kriegsverlusten sind davon noch etwa 14.000 Bände des 15. bis 20. Jahrhunderts erhalten, die zurzeit als Leihgabe in der Zentral- und Landesbibliothek Berlin verwahrt werden. Neben den als Litteratura Gymnasii gesondert gesammelten Schriften des Kollegiums enthält die Bibliothek auch die Schenkungen des Schülers Sigismund Streit (1687–1775) und anderer, wie etwa Friedrich Nicolai, sowie Archivbestände der Schule. Die Bücher wurden nach 1989 durch die Streitsche Stiftung neu katalogisiert.

## Neubaupläne und Vergleich mit dem Land Berlin
Der vom Land Berlin festgesetzte Bebauungsplan sieht einen Rückbau der Grunerstraße und die Nutzung der ehemals zum Kloster gehörenden Fläche für eine Schule vor. Der am 6. März 2001 gegründete Förderverein des Evangelischen Gymnasiums zum Grauen Kloster – Berlinisches Gymnasium in Berlin-Mitte e. V. möchte auf dem früheren Gelände der Schule wieder ein Gymnasium errichten. Vorsitzende des Vereins ist (Stand 2024) Brigitte Thies-Böttcher, ehemalige Leiterin des altsprachlichen evangelischen Gymnasiums in Berlin-Schmargendorf, das seit 1963 Namen und Tradition des „Grauen Klosters“ fortführt. Konzentrierten sich die Wiedergründungspläne ursprünglich auf eine Schwesterschule dieses Schmargendorfer Gymnasiums, so denkt der Verein nun eher an eine selbständige Schule in Trägerschaft des Landes.
Im Juli 2025 kam zwischen dem Land Berlin und der Stiftung Berlinisches Gymnasium zum Grauen Kloster ein Vergleich zustande, der zwei seit 35 Jahren währende juristische Auseinandersetzungen beendet: Für die Grundstücke Klosterstraße 73, 73a und 74 überträgt das Land Berlin der privaten Stiftung zwei kleine Grundstücke und zahlt darüber hinaus eine Million Euro. Den Wert der beiden Grundstücke gibt der Berliner Senat mit 0,5 Millionen Euro an. Kritiker sprechen von einem Wert von mindestens 3,5 Millionen Euro.